# Affaire Max de Guibert
Pour les articles homonymes, voir Guibert.
Pour un article plus général, voir Abus sexuels sur mineurs dans l'Église catholique en France.
L'affaire Max de Guibert est une affaire judiciaire de mœurs mettant en cause le prêtre Max de Guibert condamné le 18 janvier 2021 à trois ans de réclusion criminelle par le tribunal correctionnel du Mans pour avoir agressé sexuellement des enfants.

## Historique
Max de Guibert est né à Nantes dans une famille de six enfants. Son père est militaire, colonel dans l'artillerie, il reçoit une « éducation stricte ».
Ordonné prêtre en 1988, il était curé de paroisse dans la Sarthe successivement à Savigné-l'Évêque, Parigné-l'Évêque, Bonnétable et Mamers, où un premier signalement a été effectué dès 1995.
Lors de camp scouts et de séances de catéchisme, il a imposé des attouchements et des séances photo dénudées de jeunes garçons. L'abbé reconnaît la plupart des faits, tout en niant leur caractère sexuel. En janvier 2021, il est condamné à trois ans de prison.  
Le 19 décembre 2022, le dicastère pour la Doctrine de la Foi l'interdit de tout ministère paroissial, alors qu'il vivait déjà en dehors du diocèse du Mans, dans une « vie de prière et de pénitence ».

## Enquête journalistique
En mars 2017, une enquête de Mediapart révèle une liste d’évêques, dont Yves Le Saux, l'évêque du diocèse du Mans, qui ont protégé des prêtres accusés d’abus sexuels en omettant intentionnellement d'alerter les autorités judiciaires,. Ainsi, Max de Guibert a continué à encadrer des jeunes dans la Sarthe alors qu'Yves Le Saux avait déjà reçu un courrier envoyé par la famille d'une victime.
En 2021, interrogé dans les médias lors de la publication du rapport Sauvé, Grégoire Cador, alors vicaire général du diocèse du Mans déclare : « l'Église a une énorme part de responsabilité, comme la société dans son ensemble. Il  y a des tabous qui se sont posés sur ces situations-là et qui ont demandé énormément de temps avant d'être levés ».